# Фрейн, Майкл
Майкл Фрейн (англ. Michael Frayn; род. 8 сентября 1933, Лондон) — английский журналист, писатель, драматург, переводчик.

## Биография
Майкл Фрейн родился в Лондоне (по другой информации в предместьях Лондона) 8 сентября 1933 года. Служил в армии, занимаясь переводами с русского языка. В 1957 году окончил обучение в Кембридже, стал работать как репортёр в газетах «Manchester Guardian» (1957—1962) и «The Observer» (1967—1968).
Супруга - Клэр Томалин.

## Творчество
Писать пьесы для театра Майкл Фрейн начал ещё будучи репортёром в газете. В 1975 году пришёл первый успех. Его пьеса «Алфавитный порядок» (англ. Alphabetical Order) получила премию Evening Standard (учреждена газетой «Evening Standard») как лучшая комедия года.
Одна из наиболее известных в России пьес Фрейна — «Шум за сценой» — идёт одновременно во множестве театров. Известны её постановки: Саратовский ТЮЗ режиссёр Паоло Эмилио Ланди, Магнитогорский драматический театр им. А. С. Пушкина режиссёр Антон Коваленко), Владимирский областной драматический театр имени Луначарского режиссёр Олег Александрович Белинский, Санкт-Петербургский академический театр комедии им. Н. П. Акимова, постановка Льва Стукалова.
Также Фрейн известен как переводчик. Он перевёл на английский язык пьесы А. П. Чехова «Вишневый сад», «Три сестры», «Дядя Ваня».

## Список произведений

### Собственные произведения
- 1965 «Оловянные солдатики», роман (Премия Сомерсета Моэма)
- 1966 «Переводчик на русский язык», роман (премия Хоторндена, 1967)
- 1967 «Под утро» (в США опубликован под названием «Против энтропии»), роман
- 1968 «Очень частная жизнь», роман
- 1970 «Двое из нас», пьеса
- 1974 «Сладкие грезы»
- 1975 «В порядке алфавита», пьеса
- 1976 «Долгие годы», пьеса (Премия Лоренса Оливье за лучшую новую комедию)
- 1980 «Строим-ломаем», пьеса
- 1982 «Шум за сценой», пьеса (премия газеты «Evening Standard» за лучшую комедию, Премия Лоренса Оливье за лучшую новую комедию (1982). Номинация на премию Тони)
- 1984 «Благодетели», пьеса (премия газеты «Evening Standard» за лучшую пьесу, Премия Лоренса Оливье за лучшую новую драму (1982).; нью-йоркская премия критиков (1986) за лучшую иностранную пьесу)
- 1989 «Как это делается», роман
- 1990 «Посмотри внимательнее», пьеса
- 1991 «Высадка на солнце», роман
- 1992 «Теперь тебе все известно», роман
- 1993 «Здесь», пьеса
- 1995 «Теперь тебе все известно», пьеса
- 1998 «Копенгаген», пьеса (высшая театральная награда США, премия «Тони», 2000)
- 1999 «Одержимый», роман
- 2002 «Шпионы», роман
- 2003 — «Демократия», пьеса
- 2008 — «Загробная жизнь», пьеса

### Переводы
- 1978 «Вишневый сад» А. П. Чехова
- 1983 «Три сестры» А. П. Чехова
- 1984 «Дикий мёд» (адаптация «Безотцовщины» А. П. Чехова)
- 1988 «Дядя Ваня» А. П. Чехова

### Экранизации
- 1986 «По часовой стрелке»
- 1990 «Первое и Последнее»
- 1992 «Безумные подмостки»